# Spartacus Korfbal Klub
Spartacus Korfbal Klub (SKK) is een Belgische korfbalclub uit Deurne.

## Geschiedenis
De club werd opgericht in de schoot van het Spartacus secretariaat van het ABVV Antwerpen op 28 oktober 1953.
Vanaf seizoen 1956-'57 trad de club aan in de 1e provinciale reeks. Haar eerste competitieduel - een treffen met een ploeg uit Herenthout - vond plaats op 9 september 1956. 
Omstreeks 1974 werd de sportclub verzelfstandigd.

## Bestuur
| Periode      | Voorzitter         |
| ------------ | ------------------ |
| 1956 - 1960  | Jos Van Diest      |
| 1960 - 1965  | Marcel De Pauw     |
| 1965 - 1972  | Cor Stoops         |
| 1972 - 1976  | Bob Junes          |
| 1976 - 1979  | Richard Shea       |
| 1979 - 1984  | Jan Nelen          |
| 1984 - 1993  | Jean De Mulder     |
| 1994 - 1998  | Jean Van Puyvelde  |
| 1998 - 2003  | Fred Junes         |
| 2003 - 2011  | Jan Nelen          |
| 2011 - 2015  | Ann Vandenbussche  |
| 2015 - 2022  | Jense Fontyn       |
| 2022 - heden | Werner Van Alstein |

## Palmares
- Winnaar Beker van België: 1980

## Bekende (ex-)spelers
- Ilse De Groof
- Eva De Mulder
- Lyn De Winter
- Fred Junes
- Guy Junes
- Tony Liessens
- Eddy Mees
- Steven Nelen
- Danny Nevejans
- Robert Prosman
- Tom Staes
- Cor Stoops
- Martine Van den Eynde
- Wendy Van Dorst
- An Van Gils
- Annie Verelst